# SV Hertha Schneidemühl
Der SV Hertha Schneidemühl war ein deutscher Sportverein in der Stadt Schneidemühl. Die seit Ende des Zweiten Weltkrieges in Polen liegende Stadt hat den polnischen Namen Piła.

## Geschichte
Der Verein wurde 1910 als FC Hertha Schneidemühl gegründet und spielte im Baltischen Rasen- und Wintersport-Verband (BRWV). Bei der Namensfindung wurde sich an Hertha BSC orientiert, wie man ebenfalls an den Vereinsfarben erkennen kann. In der Saison 1912/13 wurde Schneidemühl Bezirksmeister des Bezirkes X Bromberg/Schneidemühl und qualifizierte sich dadurch für die baltische Fußballendrunde, bei der der Verein jedoch aus unbekannten Gründen auf die Teilnahme am Qualifikationsspiel gegen den SC Graudenz verzichtete. Nach Umstellung des Ligensystems 1913 spielte der Verein im Bezirk Schneidemühl innerhalb des Kreises III Pommern. 1922 wurde der Verein in SV Hertha Schneidemühl umbenannt. 1925 kam es zu einer kurzlebigen Vereinsfusion mit dem SC Erika 1915 Schneidemühl zur SpVgg Hertha-Erika Schneidemühl, diese Fusion wurde jedoch bereits im November 1926 wieder gelöst. Qualitativ fiel der Verein in den 1920er-Jahren hinter dem Lokalrivalen FC Viktoria Schneidemühl und den Vereinen aus Deutsch Krone zurück, verblieb aber in der erstklassigen Bezirksliga. Mit dem Wechsel des Bezirkes Pommern vom BRWV in den Verband Brandenburgischer Ballspielvereine wurde der Kreis Schneidemühl ab 1930 dem neu gegründeten Bezirk II Grenzmark des BRWVs zugeordnet. 1931/32 konnte Hertha Schneidemühl die Kreisliga gewinnen, in der anschließenden Endrunde von Grenzmark scheiterte der Verein jedoch am 	Danziger SC und am SV Viktoria Elbing. 1932/33 wiederholten sich die Ereignisse, als Kreismeister Schneidemühls scheiterte der Verein in der Endrunde von Grenzmark an den Danziger und Elbinger Vereinen.
Mit Machtübernahme der Nationalsozialisten 1933 wurden die Fußballverbände aufgelöst und durch Sportgaue ersetzt. Da Vereine aus dem Kreis Schneidemühl bei der Gründung der Gauliga Pommern nicht für diese berücksichtigt wurden, spielte Hertha Schneidemühl in der zweitklassigen Bezirksklasse Pommern-Süd. Bereits zur Saison 1934/35 gelang der Aufstieg in die Gauliga, die man auf Platz fünf der Gruppe Ost beendete. In der Saison 1935/36 erreichte Hertha den vierten Platz, 1936/37 nur den letzten Platz, wodurch der Verein wieder in die Bezirksliga abstieg. Ein Wiederaufstieg in die Erstklassigkeit gelang nicht mehr.
Nach dem Zweiten Weltkrieg wurde das zum Deutschen Reich gehörende Schneidemühl unter polnische Verwaltung gestellt. Der SV Hertha Schneidemühl wurde – wie alle übrigen deutschen Vereine und Einrichtungen – zwangsaufgelöst.

## Erfolge
- 3 Spielzeiten in der Gauliga Pommern: 1934/35, 1935/36, 1936/37
- Sieger Bezirk X Bromberg/Schneidemühl: 1913
- Sieger Kreis V Schneidemühl: 1932, 1933